# آمبه‌پوسا
آمبه‌پوسا (به لاتین: Ambepussa) یک منطقهٔ مسکونی در سری‌لانکا است که در استان ساباراگامووا واقع شده‌است. آمبه‌پوسا ۴٫۰۷۸ کیلومتر مربع مساحت و ۴٬۷۴۲ نفر جمعیت دارد.